# 마노즈 바즈빠이

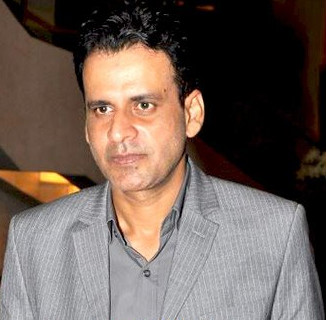

마노즈 바즈빠이(Manoj Bajpayee, 1969년 4월 23일 ~ )는 인도의 연극 배우, 영화배우, 텔레비전 배우이다.

## 영화
- 본슬레  (2018년) - 본슬레 역
- 더 워리어: 돌아온 전사 (2018년)
- 아이야리 (2018년)
- 루크 (2017년)
- 어둠 속에서 (2017년)
- 사카르 3 (2017년)
- 부디아 싱: 본 투 런 (2016년)
- 알리가르 (2015년)
- 테바 (2015년)
- 피어리스 (2014년)
- 슛아웃 앳 와달라 (2013년) - 주베어 임티아즈 하스카 역
- 스페셜 챠비스 (2013년) - 와심 칸 역
- 치타공 (2012년)
- 크리쉬나 아어 칸스 (2012년)
- 차크라비유 (2012년)
- 와시푸르의 갱들 (2012년) - 사다르 칸  역
- 아락샨 (2011년)
- 라즈니티 (2010년)
- 애시드 팩토리 (2009년)
- 감옥 (2009년)
- 하난 (2004년)
- 비르와 자라 (2004년)
- 쥬베이다 (2001년)
- 피자 (2000년)
- 프리마 카타 (1999년) - 산카람 역
- 트루스 (1998년) - 비쿠 마트레 역